# Wood Lake (Nebraska)
Wood Lake – wieś w Stanach Zjednoczonych, w stanie Nebraska, w hrabstwie Cherry.